# 1973年大西洋飓风季
1973年大西洋飓风季是第一个应用萨菲尔-辛普森飓风等级为热带气旋分级的大西洋飓风季，这种分级方式由赫伯特·萨菲尔和罗伯特·辛普森发明，1971年面世。全季共形成24个热带或亚热带气旋，其中只有八个达到热带风暴强度，四场成为飓风，仅一场达到大型飓风标准。1973年大西洋飓风季比1972年大西洋飓风季要活跃得多，但其中造成重大影响的很少。全季近半数风暴曾影响陆地，其中只有一场造成重大破坏。
飓风季于1973年6月1日正式开始，同年11月30日结束，每年大西洋盆地绝大多数热带气旋都是在这段时间形成。不过本季第一个天气系统是在4月18日成型，提前一个多月拉开飓风季序幕，并且6月1日前还形成三个低气压，只是都没有达到热带风暴强度。飓风爱丽丝是全季首场获命名的风暴，于7月1日形成，是有纪录以来第一个在七月吹袭百慕大的气旋。一个多月后，第二场飓风布伦达成型并吹袭坎佩切湾东岸，导致十人丧生，对墨西哥的破坏严重程度创下新纪录。
8月下旬，热带风暴克里斯汀在几内亚上空成型，成为有纪录以来形成位置最偏东面的热带气旋。飓风艾伦是本季最强风暴，最高强度达到三级飓风标准，但自始至终位于海上。热带风暴吉尔达是全季最后一场获命名的风暴，也是有纪录以来第一个转变成亚热带气旋的热带气旋。全季没有风暴名称退役，但由于1979年大西洋飓风名单中大量增加男性人名，本季采用的多个名称换成男性人名后就再也没有使用过。

## 季度总结
1973年大西洋飓风季的首场风暴于四月中旬成型，此时离飓风季正式开始还有一个多月。6月1日前大西洋盆地还形成多个低气压，但强度都很弱，持续时间也短，均未达到热带风暴标准。飓风爱丽丝是本季首场获命名的风暴，于7月1日形成。气旋总体向北移动，随后成为全季首场飓风，并且是有纪录以来第一个在七月吹袭百慕大的热带气旋。爱丽丝在加拿大大西洋省份上空消散后不久，大西洋盆地形成另一个热带低气压，同月还有另外两个热带低气压形成，并且美国东岸近海还形成第一个亚热带气旋。亚热带风暴获名“阿尔法”（Alfa），持续不久后就于8月2日在缅因州南部近海消散。八月上半月相对沉寂，只形成一个低气压。到了下半月，全季第二场飓风布伦达在加勒比地区西北部成型，最高强度仅略低于萨菲尔-辛普森飓风等级的二级飓风标准，还是有纪录以来第一个登陆墨西哥坎佩切州的热带气旋。

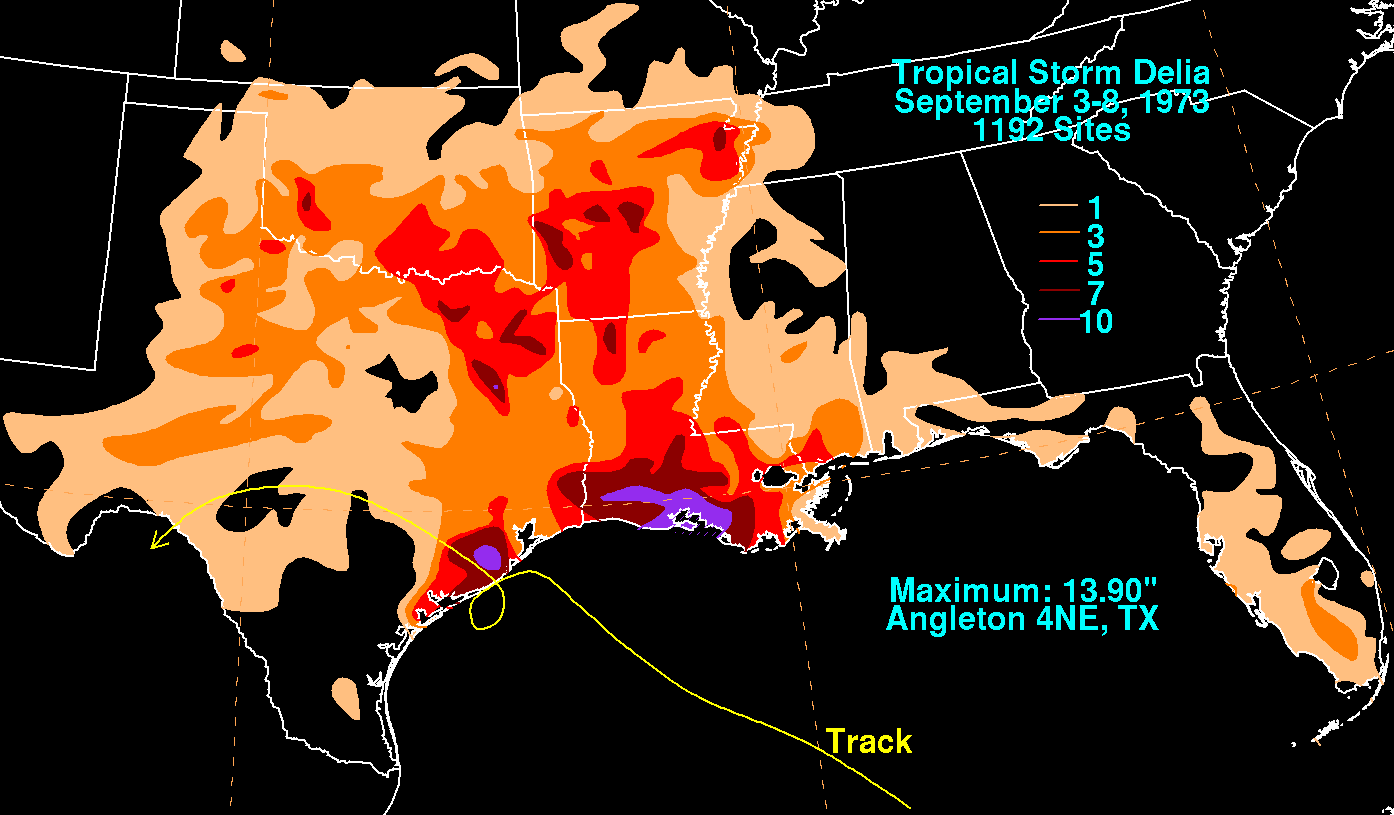
热带风暴迪莉娅在美国的降水分布

八月下旬，热带风暴克里斯汀创下大西洋盆地形成位置最偏东面的热带气旋纪录，于8月25日在西非几内亚上空成型。气旋行进数千英里穿越大西洋，最终于九月上旬在加勒比海东部逐渐消散。九月初，墨西哥湾又形成热带风暴并获名“迪莉娅”（Delia），是有纪录以来第一个在同一城市两度登陆的热带气旋，最终于9月7日消散。迪莉娅消散后，墨西哥湾又形成热带低气压，之后在迪莉娅两度登陆的德克萨斯州布拉佐里亚县城市弗里波特（Freeport）登陆。数天后，另一个热带低气压成型，但持续不久便逐渐消散。9月13日，东大西洋上空形成又一场风暴，随后发展成本季最强飓风艾伦。气旋向西北移动数天后达到飓风标准并转向西进，再在几天后因锋区逼近转向东北。艾伦随后在创纪录的高纬度洋面达到大型飓风标准，不久便转变成温带气旋。
九月下旬，佛罗里达州北部短暂受到热带低气压袭击，但气旋很快便逐渐消散。经过一周的沉寂，第二场亚热带风暴在中大西洋上空形成。气旋获名“布拉沃”（Bravo）并逐渐强化，转变成热带气旋后更名“弗兰”（Fran）。更名几天后，风暴成为飓风并保持强度数天，最终于10月12日在亚速尔群岛东侧海域逐渐消散。几天后，加勒比海中部形成本季最后一场获命名的风暴。吉尔达的移动速度缓慢，逐渐增强至接近飓风下限强度后吹袭古巴并进入巴哈马上空。经过巴哈马数天后，吉尔达成为有纪录以来第一个转变成亚热带气旋的热带气旋。风暴规模庞大，最终在加拿大大西洋省份附近转变成温带气旋并在十月下旬消散。吉尔达逐渐消散同时，亚速尔群岛附近短暂出现弱热带低气压。全季最后一场风暴是加勒比海南部的强烈热带低气压，持续时间不足两天，但有可能短暂达到热带风暴标准并从尼加拉瓜南部登陆。

## 风暴

### 飓风爱丽丝
6月末，巴哈马东北方向的中层低压槽和东风波相互影响，形成本季第一个获命名的热带气旋。到了6月30日，系统内已明显存在层次分明的环流，卫星图像还显示气旋拥有带状特征。次日，系统成为热带低气压，并且不久后就因侦察机测得烈风强度风速而升级成热带风暴。受东侧的高气压区影响，爱丽丝总体保持北上趋势，并因风切变减少而逐渐组织，到7月3日已发展出层次分明的风眼。侦察机此时已确认气旋达到飓风标准，最大持续风速提升到每小时130公里。
7月4日，风暴东侧风眼墙掠过百慕大，在此期间达到持续风速每小时150公里、最低气压986毫巴（百帕，29.11英寸汞柱）的最高强度。经过百慕大后，爱丽丝开始因美国东部上空的中层低压槽影响而加快移动速度并减弱。7月6日，气旋逼近加拿大大西洋省份，风速已降至热带风暴水平。当晚，风暴以风力时速95公里强度登陆纽芬兰岛东部，然后转变成温带气旋。
经过百慕大期间，飓风产生的持续风速为每小时120公里，阵风时速140公里。岛上没有经受严重破坏，只有部分树木倒塌，输电线缆中断。百慕大降下暴雨，最高降雨量为116毫米，为岛上持续三个月的旱情划上句点。虽然爱丽丝一度经过加拿大大西洋省份，但没有任何记载表明当地因此受到影响。

### 亚热带风暴阿尔法
7月下旬，北卡罗莱纳州哈特拉斯角（Cape Hatteras）形成冷芯上层低气压区并向南移动。系统环流逐渐下沉，发展出亚热带天气系统特征。7月31日，系统在中大西洋地区近海达到烈风强度并获名“阿尔法”，是本季首场获命名的亚热带风暴。气旋朝东北偏北方向沿海岸线平行移动，强度在此期间基本保持稳定。到了8月1日，系统强度已在逼近新英格兰期间降至低于亚热带风暴标准，最终于8月2日在缅因州南岸近海消散。
阿尔法在新英格兰降下小到中雨，其中马萨诸塞州富兰克林县的特纳斯福尔斯（Turners Falls）降雨量最高，达128毫米。缅因州南部大部分地区测得约25毫米雨量，其中又以索科最高，有66毫米。

### 飓风布伦达
飓风布伦达源自8月9日离开非洲西岸的东风波，起初进入大西洋后呈快速减弱趋势。到了8月13日，东风波已在途经小安的列斯群岛期间开始再生，数天后，系统关联的对流聚拢成中心，经过充分组织而于8月18日在尤卡坦海峡附近成为热带低气压。次日清晨，气旋强化成热带风暴并获名“布伦达”（Brenda），随即登陆尤卡坦半岛北部。系统向内陆行进，并因德克萨斯州上空的强劲高压脊转向西南，于8月20日进入坎佩切湾。
回到海上后，风暴又开始增强，于8月20日晚成为飓风。次日，布伦达发展出层次分明的风眼，达到风力时速150公里、最低气压977毫巴（百帕，28.85英寸汞柱）的最高强度，在萨菲尔-辛普森飓风等级下接近一级飓风上限。气旋当晚以最高强度从墨西哥卡门城附近登陆，成为有纪录以来首场直接袭击坎佩切州的飓风。气旋进入陆地上空后迅速减弱，于8月22日早上降级成热带低气压，并在当天消散。
墨西哥此前已经受到严重洪灾摧残，导致至少18人死亡，20万人流离失所，布伦达来袭后降下瓢泼大雨并引发洪灾，令灾情雪上加霜。气旋至少夺走该国十条人命。飓风过去后，该国又遭遇重大地震，致使大量建筑倒塌，救灾工作受阻。风暴期间，陆地上的阵风时速高达180公里，造成严重破坏。坎佩切约八成城区被淹，且有两人丧生。沿海城市韦拉克鲁斯遭遇25年间最严重的洪灾。受气旋直接影响，该国估计有2000人无家可归。一艘载有25人的货轮遭遇风暴后发动机失灵，被困在海上，直到气旋进入墨西哥湾后才获救。

### 热带风暴克里斯汀
热带风暴克里斯汀是有纪录以来形成位置最偏东面的大西洋热带气旋，源自8月中旬非洲上空的东风波，8月25日在西经14.0°的几内亚上空发展成热带低气压。相比之下，绝大多数东风波都是离开非洲西岸并在大西洋行进至少数百公里后才会催生出热带气旋。不过，气象机构直到五天后才从8月30日开始针对风暴发布公告。接下来几天里，气旋向西穿越大西洋，在此期间强度基本保持稳定，于8月28日强化成热带风暴。这段时日气象部门没有派侦察机前往大西洋，但还是利用一艘德国货船的观测记录确认气旋风速。
8月30日，侦察机测得热带风暴强度风速，美国国家飓风中心随即发布首份公告，将气旋归类为热带风暴并以“克里斯汀”（Christine）命名。三天后，风暴达到持续风速每小时110公里、最低气压996毫巴（百帕，29.41英寸汞柱）的最高强度，仅略低于飓风标准。不久，风暴因风切变增多而在逼近背风群岛的同时开始快速减弱。9月3日，克里斯汀在经过安地卡島期间消退成热带低气压，最终于当晚在多明尼加共和国附近消散。
气旋途经背风群岛期间降下瓢泼大雨，并以波多黎各东南部雨量最高，达298毫米，在多个岛上引发洪灾。洪水泛滥的街道上还有电缆断裂，导致一人触电身亡。波多黎各和美属维尔京群岛的学校暂时关闭，以防万一。风暴对阿韦斯岛构成威胁后，岛上六名科学家被迫撤离。不过，整场风暴没有对任何岛屿构成重大破坏。

### 热带风暴迪莉娅
8月27日，加勒比地区中部上空形成东风波并朝西北偏西移动。系统逐渐发展出对流（降水和雷暴活动），到9月1日已催生出热带低气压。9月3日，气旋已增强成热带风暴并获名“迪莉娅”（Delia），开始略朝西面转向。风暴所在位置的大气环境呈现恶化趋势，于当天形成更显复杂的转向气流格局。逼近德克萨斯州海岸期间，迪莉娅的持续风速增至每小时110公里，接近热带风暴标准上限，侦察机所测最低气压为986毫巴（百帕，29.11英寸汞柱）。9月4日晚，迪莉娅首次从德克萨斯州布拉佐里亚县城市弗里波特（Freeport）登陆。接下来风暴的移动路线形成逆时针环流，于9月5日再度登陆弗里波特。进入陆地上空后气旋快速减弱，于9月6日降级成热带低气压，最终于次日在墨西哥北部上空逐渐消散。
气旋在德克萨斯州近海的移动方向很不稳定，风暴周边及路易斯安那州大范围地区降下暴雨。高达1.8米的风暴潮和350毫米雨量在加尔维斯敦至弗里波特地区引发重大洪灾，单对民居就构成价值300万美元破坏。路易斯安那州南部多地降雨量超过250毫米，全州大面积农田被淹，农作物损失数额达到300万美元。迪莉娅还催生出多场龙卷风，至少有八场着陆，致使四人受伤。整场风暴共造成五人遇难，其中两人由气旋直接引起。另外三人中有两人死于路面湿滑引起的交通事故，另一人死于心脏病发，均属风暴间接导致。

### 第十一号热带低气压
受德克萨斯州东南部上空的热带风暴迪莉娅影响，加勒比海西北部上空存在东南走向的低压槽。9月6日，这片低压槽内发展出热带低气压。气旋强度偏弱，于9月10日抵达德克萨斯州海岸，并在登陆后降下暴雨，造成重大破坏，气象机构在实际操作中把这些破坏视为热带风暴迪莉娅引起。转向东北进入内陆上空后，热带低气压的移动速度大幅提升，最终于9月14日在北卡罗莱纳州上空逐渐消散。
气旋在德克萨斯州和路易斯安那州沿海地区降下暴雨，弗里波特附近雨量最高，达283毫米。路易斯安那州南部多地降雨量在130毫米以上，其中最高的金德有230毫米。南、北卡罗莱纳州和乔治亚州降水也很可观，多地雨量超过76毫米，其中南卡罗莱纳州惠特迈尔附近最高，为237毫米。整场风暴一共对路易斯安那州南部的农作物造成2200万美元损失。

### 飓风艾伦
飓风艾伦是本季最强风暴，源自9月13日离开非洲西岸的东风波。次日，东风波在佛得角南侧催生出低气压区，并且很快就发展成热带低气压。气旋朝东北移动，法国海军舰只于9月15日测得每小时75公里持续风速，热带低气压随即升级成热带风暴，但由于观测数据不足，气象部门直到两天后才首度发布公告。艾伦略呈椭圆形，在大西洋开放海域上空逐渐强化，前进方向受到两条低压槽影响。9月18日，气旋几乎朝正西方向移动，组织结构逐渐改善，卫星图像上出现模糊的风眼。
次日，风暴达到飓风标准，然后因巴哈马附近的弱低压槽向东北移动而突然大幅朝西北偏北转向。艾伦略朝东北转向，逐渐增强的同时，移动速度也不断提高。虽然所在洋面纬度已经非常高，通常不利于热带气旋发展，但飓风还是短暂进入快速增强期，于9月23日成为三级飓风。并在几乎同一时间达到风力时速185公里、最低气压965毫巴（百帕，28.41英寸汞柱）的最高强度。艾伦在北纬42.1°洋面成为大型飓风，比有纪录以来任何风暴达到大型飓风强度的位置更偏北面，还是历史上仅有的两个在北纬38°以北成为大型飓风的热带气旋之一（另一个是2004年的飓风亚历克斯）。达到最高强度后不久，风暴转变成温带气旋，最终于9月23日在纽芬兰岛以东约数百英里海域同锋区融合。

### 第十三号热带低气压
9月24日，巴哈马东北方向形成低气压。次日，美国国家飓风中心发布首份公告，宣布系统属亚热带低气压。气旋结构很不对称，风力主要集中在中心以北约480公里位置。当晚，亚热带低气压转变成热带低气压，气象机构还向北卡罗莱纳州至佛罗里达州圣奥古斯丁沿海地区发布小型船只公告。受北侧副热带高压脊的薄弱环节影响，气旋朝西北偏北移动，然后从佛罗里达州马林兰附近登陆并迅速减弱，最终在抵达墨西哥湾前逐渐消散。
受气旋影响，佛罗里达州和乔治亚州部分地区降下暴雨，并以奥兰多雨量最高，约为171毫米，另有多地雨量在76毫米以上。部分地点阵风时速达到65公里。风暴在海上产生三米大浪，多艘船只受影响。南卡罗莱纳州部分地区发生轻度海滩侵蚀和沿海洪灾。乔治亚州部分沿海地区因大浪导致道路封闭，还有部分民居被淹。萨凡纳警方通报称大浪越过部分海堤，但没有造成破坏。

### 飓风弗兰
飓风弗兰是本季最后一场飓风，源自10月1日伊斯帕尼奥拉岛北侧的对流区。到了10月4日，系统已开始同美国东南部附近的中层低压槽相互影响，形成下层低气压区。低气压区向东移动，环流周围开始发展出对流活动，但还不完全属于热带天气系统。10月8日，气旋经充分组织成为亚热带低气压。冷锋的残留冷空气侵入气旋环流，但这些冷空气却逐渐回暖。10月9日，亚热带低气压的风速提升到烈风强度，气象部门因此将之升级成亚热带风暴并以“布拉沃”命名。
10月10日，风暴已有显著强化，飓风猎人在距气旋中心约25公里处测得飓风强度风力。美国国家飓风中心为此将风暴升级成飓风，并用“弗兰”重新命名。受西风带中强烈的下层低气压区影响，弗兰整体加速向东逼近亚速尔群岛。10月12日绕过群岛后不久，弗兰的中心气压降至978毫巴（百帕，28.88英寸汞柱），这也是正式纪录中风暴的最低气压。达到最高强度后不久，飓风转变成温带气旋，并与法国近海的冷锋融合。虽然风暴是以飓风强度从亚速尔群岛附近经过，但没有任何记载表明群岛因此受到破坏。

### 热带风暴吉尔达
一股东风波离开非洲西岸，于10月10日抵达加勒比海，到了10月13日，伊斯帕尼奥拉岛至巴拿马间已有西南走向的大规模对流区持续存在。10月15日，尼加拉瓜近海形成热带低气压。气旋向东北飘移并增强成热带风暴，达到风力时速110公里的最高强度，但在袭击古巴海岸前已大幅减弱，结构杂乱无章，所以造成的破坏程度很轻。
10月24日，新发展出的对流受到干燥空气侵蚀，气旋因此转变成亚热带气旋。吉尔达至此成为第一个转变成亚热带气旋的热带气旋，大规模环流继续向东北移动，于10月27日转变成温带气旋。风暴残留在逼近加拿大大西洋省份期间强化，中心气压在逼近纽芬兰岛开普雷斯（Cape Race）时降至968毫巴（百帕，28.58英寸汞柱），最终于10月29日在格陵兰南部附近消散。
吉尔达在牙买加引发暴雨和泥石流，共摧毁六套民宅，还夺走六条人命。风暴在古巴产生超过150毫米雨量，该国北部测得时速95公里大风。巴哈马的庄稼受到暴雨和大浪重创。持续的东风和大浪令美国东岸发生中等程度海蚀，并以佛罗里达州海岸情况突出。气旋的温带残留在加拿大大西洋省份部分地区产生飓风强度阵风，最高风速每小时120公里，但没有造成破坏。

### 其他风暴

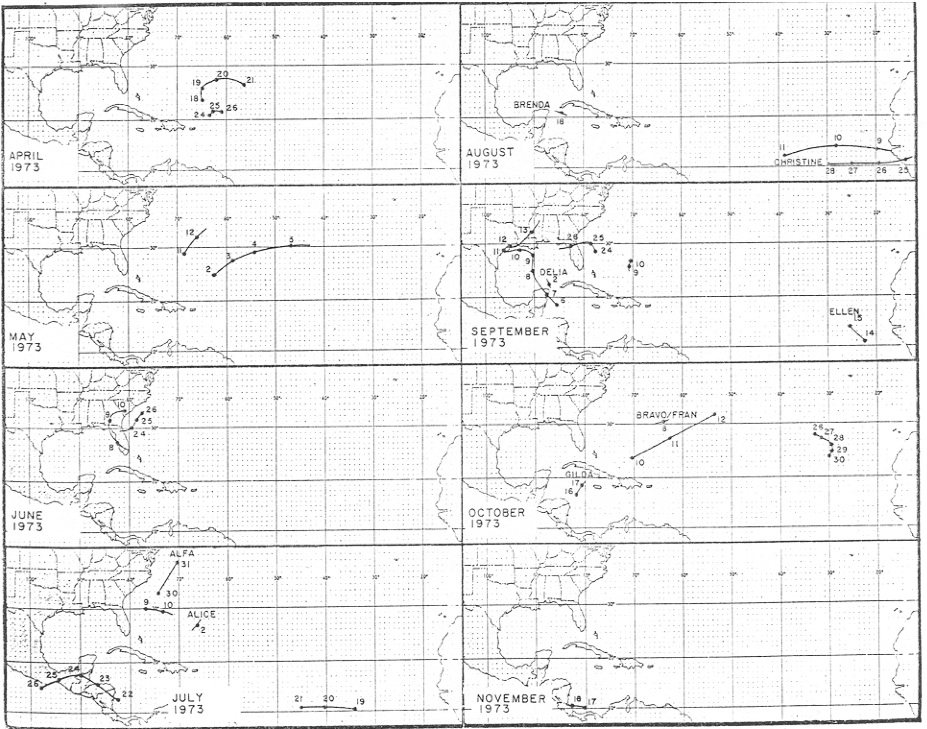
1973年大西洋飓风季所有热带或亚热带低气压的移动路线

除上述八场获命名的风暴和两个造成一定影响的热带低气压外，1973年大西洋飓风季还形成多个最高强度均未达到热带风暴标准的天气系统。其中前四个不完全属于热带气旋，而是同冷锋残留关联的天气系统。4月18日，巴哈马东北方向形成第一个低气压，移动方向飘忽不定，于4月21日在开放海域上空逐渐消散。4月24日，这片海域又形成低气压，但未有显著发展就在两天后消散。5月2日，大西洋盆地开放水域上空形成低气压。气旋向东北移动，于5月5日在亚速尔群岛东南偏东方向消散。5月11日，百慕大附近形成低气压，但很快就于次日消散。飓风季正式开始约一周后，第五个低气压在迈阿密附近的佛罗里达州东南近海成型。气旋朝西北移动穿越佛罗里达半岛，6月8日短暂进入墨西哥湾并沿佛罗里达西北狭长地带登陆，最终于6月10日在南卡罗莱纳州上空消散。
6月23日，佛罗时达州同乔治亚州边界附近沿海地区上空形成热带低气压。气旋缓慢向东北移动，于6月26日在南、北卡罗莱纳州边界东南方向逐渐消散。7月9日飓风爱丽丝逼近百慕大期间，美国东岸附近形成热带低气压，但只持续到次日就完全消散。7月19日，中大西洋上空形成本季第一个佛得角型风暴，但未经强化就于7月21日消散，没有影响陆地。次日，尼加拉瓜附近的加勒比海西南部上空形成热带低气压。气旋经过中美洲，一度进入洪都拉斯湾，然后又登陆伯利兹。在陆地上空行进数天后，低气压于7月25日晚进入东太平洋。
8月只形成一个未增强成热带风暴的低气压，气象部门最早是8月8日在非洲东岸近海发现，所在位置同这个月的热带风暴克里斯汀成型位置接近。气旋快速西进，最终于8月11日在开放水域上空消散。9月8日，百慕大东南偏南海域形成移动速度非常缓慢的低气压。气旋总体向北移动，于9月10日清晨消散，没有影响陆地。10月10日，飓风弗兰西南方向形成低气压。气旋迅速向东北移动，于两天后消散。10月下半月，亚速尔群岛附近又形成另一个缓慢移动的低气压。系统向东北移动，于10月30日消散，同样没有影响陆地。11月17日，巴拿马北岸近海形成本季最后一个天气系统，气象机构称气旋属“……强低气压……”，有可能在11月18日登陆哥斯达黎加北岸前达到热带风暴标准，不过当天就在陆地上空消散。

## 风暴名称
以下名单列出1973年用来为北大西洋热带气旋命名的名称，其中克里斯汀、迪莉娅、艾伦和弗兰都是首度使用。全季风暴造成的整体影响相对较小，所以没有名称退役，但由于1979年大西洋风暴名单开始大量加入男性人名，所以这份名单基本更换，部分名称之后再也没有使用。名单中没有命名的名称以灰色显示。
|  | - Helen（未用） - Imogene（未用） - Joy（未用） - Kate（未用） - Loretta（未用） - Madge（未用） - Nancy（未用） | - Ona（未用） - Patsy（未用） - Rose（未用） - Sally（未用） - Tam（未用） - Vera（未用） - Wilda（未用） |

### 亚热带风暴名称
以下名单列出1973年用来为大西洋亚热带气旋命名的名称，是历史上第二次，也是最后一次用音标字母为亚热带气旋命名。动用的名称只有两个，其中“布拉沃”之后转变成热带气旋并更名“弗兰”。名单中没有命名的名称以灰色显示。
| - Charlie（未用） - Delta（未用） - Echo（未用） - Foxtrot（未用） - Golf（未用） | - Hotel（未用） - India（未用） - Juliet（未用） - Kilo（未用） - Lima（未用） - Mike（未用） - November（未用） | - Oscar（未用） - Papa（未用） - Quebec（未用） - Romeo（未用） - Sierra（未用） - Tango（未用） - Uniform（未用） | - Victor（未用） - Whiskey（未用） - X-Ray（未用） - Yankee（未用） - Zulu（未用） |

## 季节影响
以下表格列出1973年大西洋飓风季形成的所有风暴，其中包括其存在周期、名称、影响区域、损失数额和死亡人数。死亡人数栏内括号中的数字表示间接导致的死亡人数，例如因风暴导致的交通事故丧生就属于间接死亡。所有损失和死亡人数包括风暴处于温带气旋、低气压或是东风波时期，损失数额单位为1992年美元。
| 萨菲尔-辛普森飓风风力等级 |    |    |    |    |    |    |
| TD                        | TS | C1 | C2 | C3 | C4 | C5 |

| 風暴名稱 | 持續日期          | 最高強度   | 持續風速      | 氣壓                           | 影響地區                                         | 損失 （美元） | 死亡人數 | 來源 |
| -------- | ----------------- | ---------- | ------------- | ------------------------------ | ------------------------------------------------ | ------------- | -------- | ---- |
| 一       | 5月2至5日         | 低气压     | 每小时48公里  | 1007毫巴（百帕，29.7英寸汞柱） | 无                                               | 无            | 0        |      |
| 二       | 6月24至26日       | 低气压     | 每小时48公里  | 1010毫巴（百帕，30英寸汞柱）   | 无                                               | 无            | 0        |      |
| 爱丽丝   | 7月1至7日         | 一级飓风   | 每小时140公里 | 986毫巴（百帕，29.1英寸汞柱）  | 百慕大（7月4日直接袭击，未登陆，每小时130公里）  | 很小          | 0        |      |
| 爱丽丝   | 7月1至7日         | 一级飓风   | 每小时140公里 | 986毫巴（百帕，29.1英寸汞柱）  | 巴斯克港（7月6日，每小时97公里）                 | 很小          | 0        |      |
| 阿尔法   | 7月30日至8月2日   | 亚热带风暴 | 每小时72公里  | 1005毫巴（百帕，29.7英寸汞柱） | 新英格兰                                         | 无            | 0        |      |
| 布伦达   | 8月18至22日       | 一级飓风   | 每小时140公里 | 977毫巴（百帕，28.9英寸汞柱）  | 墨西哥坎昆（8月19日，每小时97公里）              | 无记载        | 10       |      |
| 布伦达   | 8月18至22日       | 一级飓风   | 每小时140公里 | 977毫巴（百帕，28.9英寸汞柱）  | 墨西哥卡门城（8月21日，每小时140公里）           | 无记载        | 10       |      |
| 克里斯汀 | 8月25日至9月4日   | 热带风暴   | 每小时110公里 | 996毫巴（百帕，29.4英寸汞柱）  | 背风群岛（9月3日直接袭击，未登陆，每小时64公里） | 无记载        | 0（1）   |      |
| 迪莉娅   | 9月1至7日         | 热带风暴   | 每小时110公里 | 986毫巴（百帕，29.1英寸汞柱）  | 坎昆（9月1日，每小时56公里）                     | 600万美元     | 2（3）   |      |
| 迪莉娅   | 9月1至7日         | 热带风暴   | 每小时110公里 | 986毫巴（百帕，29.1英寸汞柱）  | 德克萨斯州弗里波特（8月5日，每小时97公里）       | 600万美元     | 2（3）   |      |
| 迪莉娅   | 9月1至7日         | 热带风暴   | 每小时110公里 | 986毫巴（百帕，29.1英寸汞柱）  | 弗里波特（每小时80公里）                         | 600万美元     | 2（3）   |      |
| 十一     | 9月6至12日        | 热带低气压 | 每小时56公里  | 1003毫巴（百帕，29.6英寸汞柱） | 墨西哥金塔納羅奧州（9月7日，每小时56公里）       | 2200万美元    | 0        |      |
| 十一     | 9月6至12日        | 热带低气压 | 每小时56公里  | 1003毫巴（百帕，29.6英寸汞柱） | 弗里波特（8月11日，每小时56公里）                | 2200万美元    | 0        |      |
| 艾伦     | 9月14至22日       | 三级飓风   | 每小时185公里 | 962毫巴（百帕，28.4英寸汞柱）  | 无                                               | 无            | 0        |      |
| 十三     | 9月24至26日       | 热带低气压 | 每小时48公里  | 1010毫巴（百帕，30英寸汞柱）   | 佛罗里达州马林兰（9月25日）                      | 无            | 0        |      |
| 弗兰     | 10月8至12日       | 一级飓风   | 每小时130公里 | 978毫巴（百帕，28.9英寸汞柱）  | 无                                               | 无            | 0        |      |
| 十五     | 10月10至12日      | 低气压     | 每小时48公里  | 1004毫巴（百帕，29.6英寸汞柱） | 无                                               | 无            | 0        |      |
| 吉尔达   | 10月16至27日      | 热带风暴   | 每小时110公里 | 984毫巴（百帕，29.1英寸汞柱）  | 古巴圣斯皮里图斯省（10月18日，每小时110公里）    | 无            | 6        |      |
| 吉尔达   | 10月16至27日      | 热带风暴   | 每小时110公里 | 984毫巴（百帕，29.1英寸汞柱）  | 安德罗斯岛（10月20日，每小时97公里）             | 无            | 6        |      |
| 吉尔达   | 10月16至27日      | 热带风暴   | 每小时110公里 | 984毫巴（百帕，29.1英寸汞柱）  | 巴哈马埃克苏马（10月20日，每小时97公里）         | 无            | 6        |      |
| 吉尔达   | 10月16至27日      | 热带风暴   | 每小时110公里 | 984毫巴（百帕，29.1英寸汞柱）  | 巴哈马伊柳塞拉岛（10月21日，每小时64公里）       | 无            | 6        |      |
| 十七     | 11月17至18日      | 低气压     | 每小时56公里  | 1008毫巴（百帕，29.8英寸汞柱） | 哥斯达黎加北部（11月18日，每小时56公里）         | 无            | 0        |      |
| 季節總結 |                   |            |               |                                |                                                  |               |          |      |
| 24个气旋 | 4月18日至11月18日 |            | 每小时185公里 | 962毫巴（百帕，28.4英寸汞柱）  |                                                  | 2800万美元    | 18（4）  |      |